# Razengues
Razengues est une commune française située dans le département du Gers, en région Occitanie. Sur le plan historique et culturel, la commune est dans le Savès, une petite province gasconne correspondant au cours moyen de la Save.
Exposée à un climat océanique altéré, elle est drainée par le Sarrampion, le ruisseau du Gay et par divers autres petits cours d'eau.
Razengues est une commune rurale qui compte 250 habitants en 2022, après avoir connu une forte hausse de la population depuis 1975.  Elle fait partie de l'aire d'attraction de Toulouse. Ses habitants sont appelés les Razenguois ou  Razenguoises.

## Géographie

### Localisation
Razengues est une petite commune du Gers située en Gascogne Toulousaine, dans le Savès à 8 km au nord- ouest de L'Isle-Jourdain, à 45 km à l'ouest de Toulouse et 38 km à l'est d'Auch. Avec les communes proches de Beaupuy et Clermont-Savès, elle constitue l'un des "villages des coteaux" de la communauté de communes de la Gascogne Toulousaine (CCGT).

### Communes limitrophes
Razengues est limitrophe de six autres communes:
Les communes limitrophes sont  Beaupuy, Catonvielle, Clermont-Savès, Escornebœuf, Monferran-Savès et Roquelaure-Saint-Aubin.
| Catonvielle | Roquelaure-Saint-Aubin |                |
| Escornebœuf | Razengues              | Beaupuy        |
|             | Monferran-Savès        | Clermont-Savès |

### Géologie et relief
La superficie de la commune est de 435 hectares ; son altitude varie de 147  à   231 mètres.
Les quelques risques géologiques encourus sur la commune sont liés aux aléas hygrométriques et à la nature argileuse des sols : inondations et coulées de boue localisées ; et éventuels mouvements de terrain différentiels consécutifs au retrait-gonflement des argiles à la suite d'épisodes de sécheresse et de réhydratation des sols.
Razengues se situe en zone de sismicité 1 (sismicité très faible).

### Hydrographie

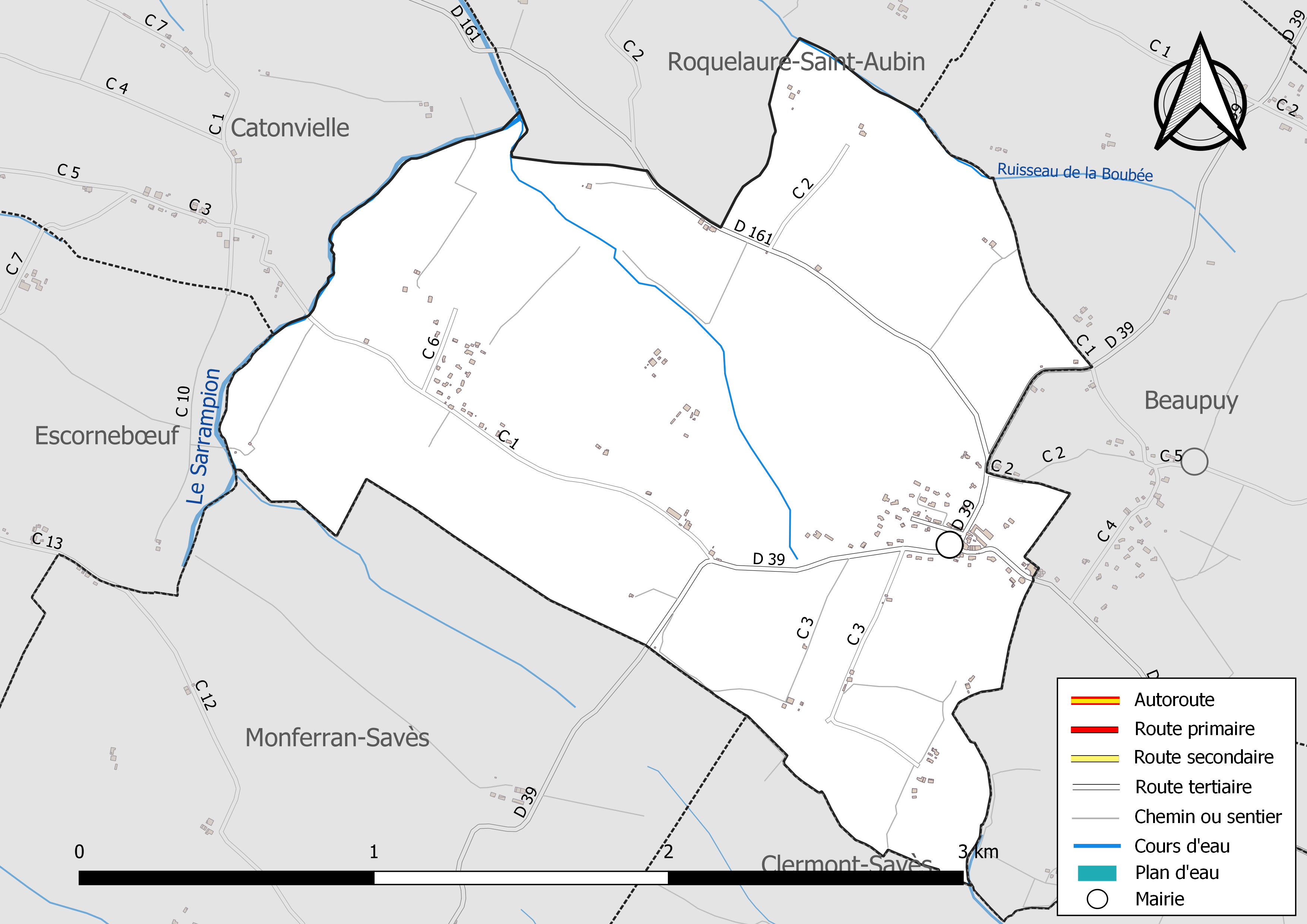
Réseaux hydrographique et routier de Razengues.

La commune est dans le bassin de la Garonne, au sein du bassin hydrographique Adour-Garonne. Elle est drainée par le Sarrampion, le ruisseau du Gay, le ruisseau de la Boubée et par deux petits cours d'eau, qui constituent un réseau hydrographique de 3 km de longueur totale,.
Le Sarrampion, d'une longueur totale de 25,4 km, prend sa source dans la commune de Monferran-Savès et s'écoule vers le nord. Il traverse la commune et se jette dans la Gimone à Maubec, après avoir traversé 14 communes.

### Climat
Pour des articles plus généraux, voir Climat de l'Occitanie et Climat du Gers.
En 2010, le climat de la commune est de type climat du Bassin du Sud-Ouest, selon une étude s'appuyant sur une série de données couvrant la période 1971-2000. En 2020, Météo-France publie une typologie des climats de la France métropolitaine dans laquelle la commune est exposée à un climat océanique altéré et est dans la région climatique Aquitaine, Gascogne, caractérisée par une pluviométrie abondante au printemps, modérée en automne, un faible ensoleillement au printemps, un été chaud (19,5 °C), des vents faibles, des brouillards fréquents en automne et en hiver et des orages fréquents en été (15 à 20 jours).
Pour la période 1971-2000, la température annuelle moyenne est de 13 °C, avec une amplitude thermique annuelle de 15,7 °C. Le cumul annuel moyen de précipitations est de 708 mm, avec 9,6 jours de précipitations en janvier et 5,6 jours en juillet. Pour la période 1991-2020, la température moyenne annuelle observée sur la station météorologique la plus proche, située sur la commune de L'Isle-Jourdain à 7 km à vol d'oiseau, est de 13,8 °C et le cumul annuel moyen de précipitations est de 708,9 mm,. Pour l'avenir, les paramètres climatiques de la commune estimés pour 2050 selon différents scénarios d’émission de gaz à effet de serre sont consultables sur un site dédié publié par Météo-France en novembre 2022.

### Milieux naturels et biodiversité
Aucun espace naturel présentant un intérêt patrimonial n'est recensé sur la commune dans l'inventaire national du patrimoine naturel,,.

## Urbanisme

### Typologie
Au 1er janvier 2024, Razengues est catégorisée commune rurale à habitat dispersé, selon la nouvelle grille communale de densité à sept niveaux définie par l'Insee en 2022.
Elle est située hors unité urbaine. Par ailleurs la commune fait partie de l'aire d'attraction de Toulouse, dont elle est une commune de la couronne,. Cette aire, qui regroupe 527 communes, est catégorisée dans les aires de 700 000 habitants ou plus (hors Paris),.

### Occupation des sols
L'occupation des sols de la commune, telle qu'elle ressort de la base de données européenne d’occupation biophysique des sols Corine Land Cover (CLC), est marquée par l'importance des territoires agricoles (99,9 % en 2018), une proportion identique à celle de 1990 (99,9 %). La répartition détaillée en 2018 est la suivante : 
terres arables (94,5 %), zones agricoles hétérogènes (5,4 %), milieux à végétation arbustive et/ou herbacée (0,1 %). L'évolution de l’occupation des sols de la commune et de ses infrastructures peut être observée sur les différentes représentations cartographiques du territoire : la carte de Cassini (XVIIIe siècle), la carte d'état-major (1820-1866) et les cartes ou photos aériennes de l'IGN pour la période actuelle (1950 à aujourd'hui).

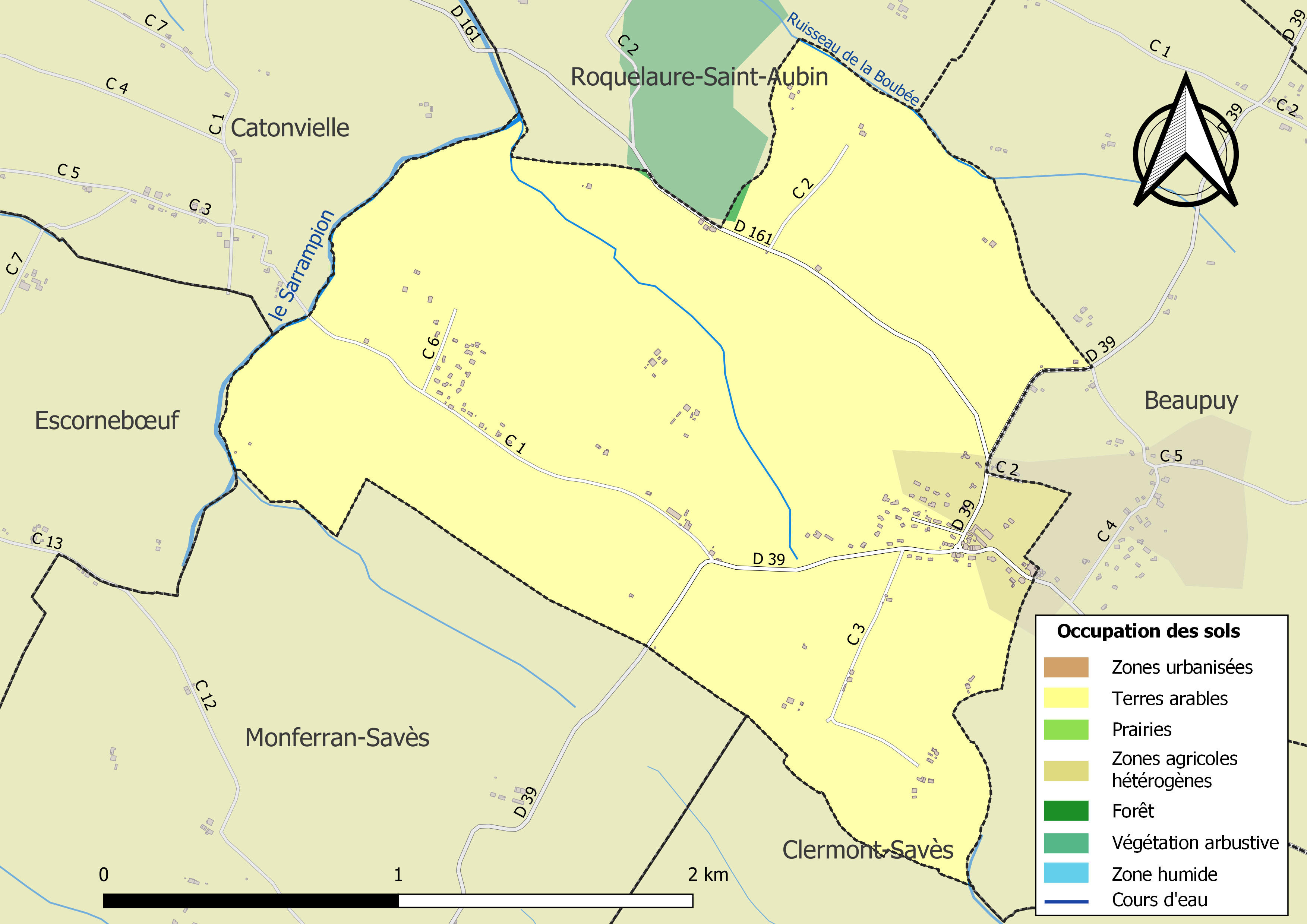
Carte des infrastructures et de l'occupation des sols de la commune en 2018 (CLC).

### Voies de communication et transports
Le village de Razengues est au croisement de la D39 et de la D161. Quelques routes (sur 4,8 km) et chemin communaux (2,3 km) assurent les dessertes rurales.

### Risques majeurs
Le territoire de la commune de Razengues est vulnérable à différents aléas naturels : météorologiques (tempête, orage, neige, grand froid, canicule ou sécheresse) et séisme (sismicité très faible). Un site publié par le BRGM permet d'évaluer simplement et rapidement les risques d'un bien localisé soit par son adresse soit par le numéro de sa parcelle.

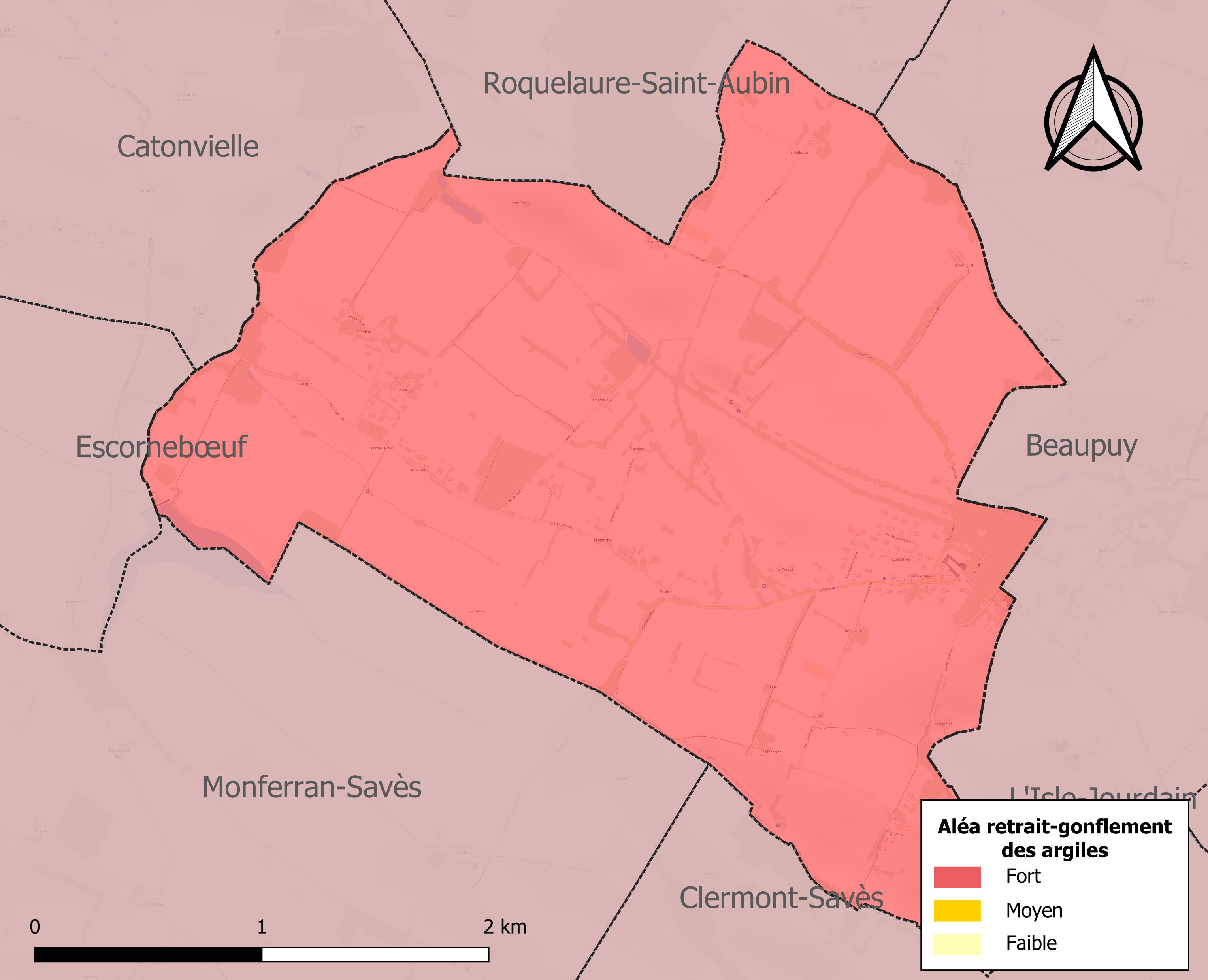
Carte des zones d'aléa retrait-gonflement des sols argileux de Razengues.

Le retrait-gonflement des sols argileux est susceptible d'engendrer des dommages importants aux bâtiments en cas d’alternance de périodes de sécheresse et de pluie. La totalité de la commune est en aléa moyen ou fort (94,5 % au niveau départemental et 48,5 % au niveau national). Sur les 88 bâtiments dénombrés sur la commune en 2019, 88 sont en aléa moyen ou fort, soit 100 %, à comparer aux 93 % au niveau départemental et 54 % au niveau national. Une cartographie de l'exposition du territoire national au retrait gonflement des sols argileux est disponible sur le site du BRGM,.
Par ailleurs, afin de mieux appréhender le risque d’affaissement de terrain, l'inventaire national des cavités souterraines permet de localiser celles situées sur la commune.
La commune a été reconnue en état de catastrophe naturelle au titre des dommages causés par les inondations et coulées de boue survenues en 1988, 1999 et 2009. Concernant les mouvements de terrains, la commune a été reconnue en état de catastrophe naturelle au titre des dommages causés par la sécheresse en 1989, 1998, 2002, 2003, 2012 et 2016 et par des mouvements de terrain en 1999.

## Toponymie
- Chemin de Henri IV : le jeune Henri de Navarre, aurait emprunté ces voies environnantes du château pour se rendre à Roquelaure Saint Aubin et en son église à laquelle il offrit un autel doré à l’or fin[23].
- Chemin des Pyrénées : la vue sur les Pyrénées pourtant distantes de 120 km y est superbe, en particulier l'hiver lorsque l'enneigement des sommets est à son maximum.

## Histoire
L’occupation ancienne du sol est attestée par la découverte de vestiges préhistoriques attribuables au Néolithique final (outils en silex ou en quartzite), près du lieu-dit « Touron ». Une intéressante hache-marteau à perforation centrale, en roche noire, provient aussi de la commune. Aucun site antique n’est connu pour l’instant. Au Moyen Âge la première mention du castrum de Razengues remonte à 1277. Dans les textes de l’époque, Razengues est désigné successivement comme castrum puis comme bastide. Au XIIIe, Razengues était rattaché à la baronnie de L’Isle. Après être passé dans la possession des Armagnacs, puis entre diverses mains, Razengues finit par être le fief de la branche Tiscier. Au XVIIe s, Pierre Tiscier était protestant et pasteur de Mauvezin. La révocation de l’édit de Nantes, en 1685, le contraignit à s’exiler à Londres avec son épouse. La branche d’Albis hérita alors du fief de Razengues et Catonvielle. L'histoire de la commune se confond ensuite avec celle du domaine et de son exploitation agricole. À partir de 1950, Razengues subit un exode rural puis connait une forte expansion démographique à partir de 2000 (et une plus grande diversification de la sociologie de ses habitants, beaucoup d'entre eux occupant des activités urbaines dans les périphéries de Toulouse et Auch.

## Politique et administration

### Administration municipale
La commune comprend moins de 500 habitants (283 début 2021 selon les données de l’INSEE) de ce fait le conseil municipal comprend 11 membres. Le Maire est assisté de trois adjoints.

### Rattachements administratifs et électoraux
Commune faisant partie de la communauté de communes de la Gascogne Toulousaine et du Canton de Gimone-Arrats.

### Liste des maires
| Période                                  | Période  | Identité                              | Étiquette | Qualité |
| ---------------------------------------- | -------- | ------------------------------------- | --------- | ------- |
| 1792                                     | 1795     | Nicolas Caubet                        |           |         |
| 1795                                     | 1798     | Cirissé Donnés                        |           |         |
| 1798                                     | 1805     | Joseph, François Ferrié               |           |         |
| 1805                                     | 1815     | Nicolas Caubet                        |           |         |
| 1815                                     | 1820     | François, Joseph d'Albis de Razengues |           |         |
| 1820                                     | 1848     | Baron Auguste d'Albis de Razengues    |           |         |
| 1848                                     | 1851     | Charles Pérès                         |           |         |
| 1851                                     | 1871     | Baron Henri d'Albis de Razengues      |           |         |
| 1871                                     | 1871     | Charles Pérès                         |           |         |
| 1871                                     | 1884     | Baron Henri d'Albis de Razengues      |           |         |
| 1884                                     | 1892     | Guillaume Daries                      |           |         |
| 1892                                     | 1917     | Cléri Trebosc                         |           |         |
| 1917                                     | 1925     | Jean-Marie Daries                     |           |         |
| 1925                                     | 1938     | André Laüat                           |           |         |
| 1938                                     | 1945     | Jules Bernis                          |           |         |
| 1945                                     | 1953     | Léopold Cestaré                       |           |         |
| 1953                                     | 1955     | René Deluc                            |           |         |
| 1955                                     | 1971     | Julien Lahirle                        |           |         |
| 1971                                     | 1977     | Jean Fourcade                         |           |         |
| 1977                                     | 2001     | Georges Ambroise                      |           |         |
| 2001                                     | 2014     | Yves Druilhet                         |           |         |
| 2014                                     | 2020     | Audrey Bichet                         |           |         |
| 2020                                     | En cours | Janine Barioulet-Lahirle              |           |         |
| Les données manquantes sont à compléter. |          |                                       |           |         |

## Population et société

### Démographie
L'évolution du nombre d'habitants est connue à travers les recensements de la population effectués dans la commune depuis 1793. Pour les communes de moins de 10 000 habitants, une enquête de recensement portant sur toute la population est réalisée tous les cinq ans, les populations de référence des années intermédiaires étant quant à elles estimées par interpolation ou extrapolation. Pour la commune, le premier recensement exhaustif entrant dans le cadre du nouveau dispositif a été réalisé en 2004.

En 2022, la commune comptait 250 habitants, en évolution de +5,93 % par rapport à 2016 (Gers : +1,04 %, France hors Mayotte : +2,11 %).
| 1793 | 1800 | 1806 | 1821 | 1831 | 1841 | 1846 | 1851 | 1856 |
| ---- | ---- | ---- | ---- | ---- | ---- | ---- | ---- | ---- |
| 223  | 282  | 303  | 275  | 288  | 332  | 321  | 313  | 290  |

| 1861 | 1866 | 1872 | 1876 | 1881 | 1886 | 1891 | 1896 | 1901 |
| ---- | ---- | ---- | ---- | ---- | ---- | ---- | ---- | ---- |
| 243  | 248  | 241  | 215  | 205  | 199  | 208  | 182  | 179  |

| 1906 | 1911 | 1921 | 1926 | 1931 | 1936 | 1946 | 1954 | 1962 |
| ---- | ---- | ---- | ---- | ---- | ---- | ---- | ---- | ---- |
| 170  | 162  | 143  | 159  | 161  | 144  | 121  | 116  | 103  |

| 1968 | 1975 | 1982 | 1990 | 1999 | 2004 | 2006 | 2009 | 2014 |
| ---- | ---- | ---- | ---- | ---- | ---- | ---- | ---- | ---- |
| 96   | 95   | 84   | 93   | 104  | 147  | 159  | 189  | 229  |

| 2019 | 2022 | - | - | - | - | - | - | - |
| ---- | ---- | - | - | - | - | - | - | - |
| 245  | 250  | - | - | - | - | - | - | - |

| selon la population municipale des années : | 1968 | 1975 | 1982 | 1990 | 1999 | 2006 | 2009 | 2013 |
| Rang de la commune dans le département      | 375  | 235  | 430  | 384  | 321  | 240  | 221  | 184  |
| Nombre de communes du département           | 466  | 462  | 462  | 462  | 463  | 463  | 463  | 463  |

### Enseignement
L’école municipale est fermée depuis 1980.
Razengues fait partie de l'académie de Toulouse. Selon la carte scolaire, les enfants de maternelle sont rattachés à l'école de Monbrun et les primaires à l'école d'Encausse.
La commune participe aux frais de scolarité supportés par ces structures scolaires d'accueil (notamment à L'Isle-Jourdain, Monbrun, Monferran-Savès et Pujaudran).

### Culture et festivité
La fête du village a lieu en général le 2e week-end de septembre.
Avec 7 clubs et associations actifs pour moins de 500 habitants, le secteur associatif razenguois est particulièrement dynamique.
- L’Association Razenguoise Pour l’Eglise (ARPE). Créée en 2002 pour participer à la restauration et à l’entretien de l’église de Razengues, cette association finance les travaux pour la sauvegarde de l'église du village. L’ARPE organise en outre des activités conviviales, plusieurs belotes par an, elle participe au vide grenier de Razengues et perçoit les "toockets" des clients du Crédit Agricole qui souhaitent en faire don à l’association.
- Le comité des fêtes. Depuis des décennies, les bénévoles et la municipalité aident l’association du comité des fêtes à organiser des animations festives (fête de Razengues le 2e week-end de septembre), de nombreux repas à thème, des concours de pétanque et de belote.. Des inter-villages ont aussi autrefois rassemblé la jeunesse sportive.. Le comité des fêtes organise également la chasse aux œufs, Halloween et le spectacle de Noël et la distribution des cadeaux à la soixantaine d’enfants ! En 2019 une calèche est allée chercher les bambins des hameaux pour le super Carnaval prévu sur la placette du village en même temps que des jeux sportifs et un goûter offert par les parents.. Le noël 2020 a été particulier et notre célèbre personnage a distribué ses cadeaux depuis la calèche de « Faire à Cheval d'Occitanie ».. D’autres idées d’animations sont en phase de réalisation !!!
- Les "passeurs de livres". Cette bibliothèque libre compte quelques centaines de livres relativement récents disponibles à la salle polyvalente qui jouxte la mairie. Le stock d'ouvrages est renouvelé plusieurs fois par mois par des bénévoles acheteurs et donateurs qui ont contribué à créer ce petit coin de "culture". Les emprunts et les dons sont libres de toute formalité.

### Activités sportives
- Chasse: La "société de chasse de Razengues". Outre leurs activités cynégétiques, les sociétaires organisent des manifestations conviviales, cassoulets, lotos et un repas annuel dit du «chevreuil» ainsi que des repas en plein air pour créer de la convivialité, de la bonne humeur et du bien-vivre pour tous les Razenguoises et Razenguois, et leurs amis des communes voisines.
- Pétanque: Les boulistes razenguois. Créée en 2019 cette association propose des rencontres amicales et des tournois sur le terrain de pétanque municipal.
- Belote: Tournois de belote. L'ensemble des associations razenguoises s'assemblent périodiquement pour proposer des concours de belote, tous les seconds samedis du mois d'Octobre à Juin, et un grand concours de belote à la salle des fêtes de Razengues à une date à définir selon les contraintes (notamment sanitaires) du moment.
- Gymnastique: Les "amis de la forme". Cette association promeut l'activité physique pour favoriser le bien-être et la confiance en soi, lutter contre la sédentarité et rompre l'isolement. Le club « Les amis de la forme » est ouvert à tous(te)s, les activités proposées se veulent sources de motivations, gage de vitalité, sérénité et plaisir.
- Cyclisme La "groupetta". C'est un cercle informel d'ami(e)s pratiquant un cyclotourisme décontracté. La «groupetta » est un dérivé de grupetto (selon le jargon du Tour : groupe de coureurs lâché par le peloton)[37]. C’est aussi une philosophie : rester groupés derrière, et loin des cyclosportifs. Pour autant la groupetta propose de jolies balades à vélo, entre 30 et 60 km de difficultés variables selon l’humeur et l’état des mollets.

### Écologie et recyclage
Pour la collecte et le recyclage des ordures ménagères, la commune de Razengues dépend du SICTOM EST du Gers, membre du syndicat mixte départemental pour le traitement des ordures ménagères et assimilées (TRIGONE). Pour les déchets ménagers courants, deux points de collecte, disposés en colonnes aériennes sont situés sur la commune. Quatre déchetteries situées à Gimont, l’Isle-Jourdain, Mauvezin et Thoux peuvent recevoir, et recycler les déchets plus encombrants.
En 2020, la commune a participé à l'opération « Word Clean-up Day », consistant en une collecte citoyenne pour sensibiliser adultes et enfants du village aux enjeux environnementaux de proximité.

## Économie

### Revenus
En 2018  (données Insee publiées en septembre 2021), la commune compte 82 ménages fiscaux, regroupant 241 personnes. La médiane du revenu disponible par unité de consommation est de 24 830 € (20 820 € dans le département).

### Emploi
|                | 2008  | 2013  | 2018  |
| -------------- | ----- | ----- | ----- |
| Commune        | 0 %   | 3,9 % | 5,7 % |
| Département    | 6,1 % | 7,5 % | 8,2 % |
| France entière | 8,3 % | 10 %  | 10 %  |

En 2018, la population âgée de 15 à 64 ans s'élève à 155 personnes, parmi lesquelles on compte 78,3 % d'actifs (72,6 % ayant un emploi et 5,7 % de chômeurs) et 21,7 % d'inactifs,. Depuis 2008, le taux de chômage communal (au sens du recensement) des 15-64 ans est inférieur à celui de la France et du département.
La commune fait partie de la couronne de l'aire d'attraction de Toulouse, du fait qu'au moins 15 % des actifs travaillent dans le pôle,. Elle compte 15 emplois en 2018, contre 18 en 2013 et 14 en 2008. Le nombre d'actifs ayant un emploi résidant dans la commune est de 113, soit un indicateur de concentration d'emploi de 13,2 % et un taux d'activité parmi les 15 ans ou plus de 69,1 %.
Sur ces 113 actifs de 15 ans ou plus ayant un emploi, 14 travaillent dans la commune, soit 12 % des habitants. Pour se rendre au travail, 89,5 % des habitants utilisent un véhicule personnel ou de fonction à quatre roues, 4,4 % les transports en commun et 6,1 % n'ont pas besoin de transport (travail au domicile).

### Activités hors agriculture

#### Secteurs d'activités
11 établissements sont implantés  à Razengues au 31 décembre 2019.
Le secteur des activités spécialisées, scientifiques et techniques et des activités de services administratifs et de soutien est prépondérant sur la commune puisqu'il représente 36,4 % du nombre total d'établissements de la commune (4 sur les 11 entreprises implantées  à Razengues), contre 14,4 % au niveau départemental.

#### Entreprises et commerces
L'économie de la commune est essentiellement basée sur l'agriculture. La surface agricole de Razengues est mise en valeur par une quinzaine d'exploitants agricoles dont 3 résident à Razengues. La production comprend essentiellement des céréales et des oléo-protéagineux, occasionnellement de la polyculture et du petit élevage (bovins et volailles).
Les propriétaires du château de Razengues offrent un service de gîtes et de chambres d'hôtes et tiennent une épicerie avec relais colis ouverte 7/7 jours.
Quelques marchands ambulants assurent un commerce de proximité (boulangerie et pizzeria).

### Agriculture
|               | 1988 | 2000 | 2010 | 2020 |
| ------------- | ---- | ---- | ---- | ---- |
| Exploitations | 9    | 3    | 3    | 4    |
| SAU (ha)      | 346  | 327  | nd   | 521  |

La commune est dans les « Coteaux du Gers », une petite région agricole occupant l'est du département du Gers. En 2020, l'orientation technico-économique de l'agriculture  sur la commune est la culture de céréales et/ou d'oléoprotéagineuses. Quatre exploitations agricoles ayant leur siège dans la commune sont dénombrées lors du recensement agricole de 2020 (neuf en 1988). La superficie agricole utilisée est de 521 ha,,.

## Culture locale et patrimoine

### Lieux et monuments[44]
- Le Château de Razengues : Le château est un site privé. Cette baronnie date du XVe siècle. Le bâtiment principal en briques rouges est surmonté d'une toiture entourée de galeries en brique taillée. Les trois tours carrées sont surmontées d'écussons représentant les armoiries de la famille d'Albis de Razengues..

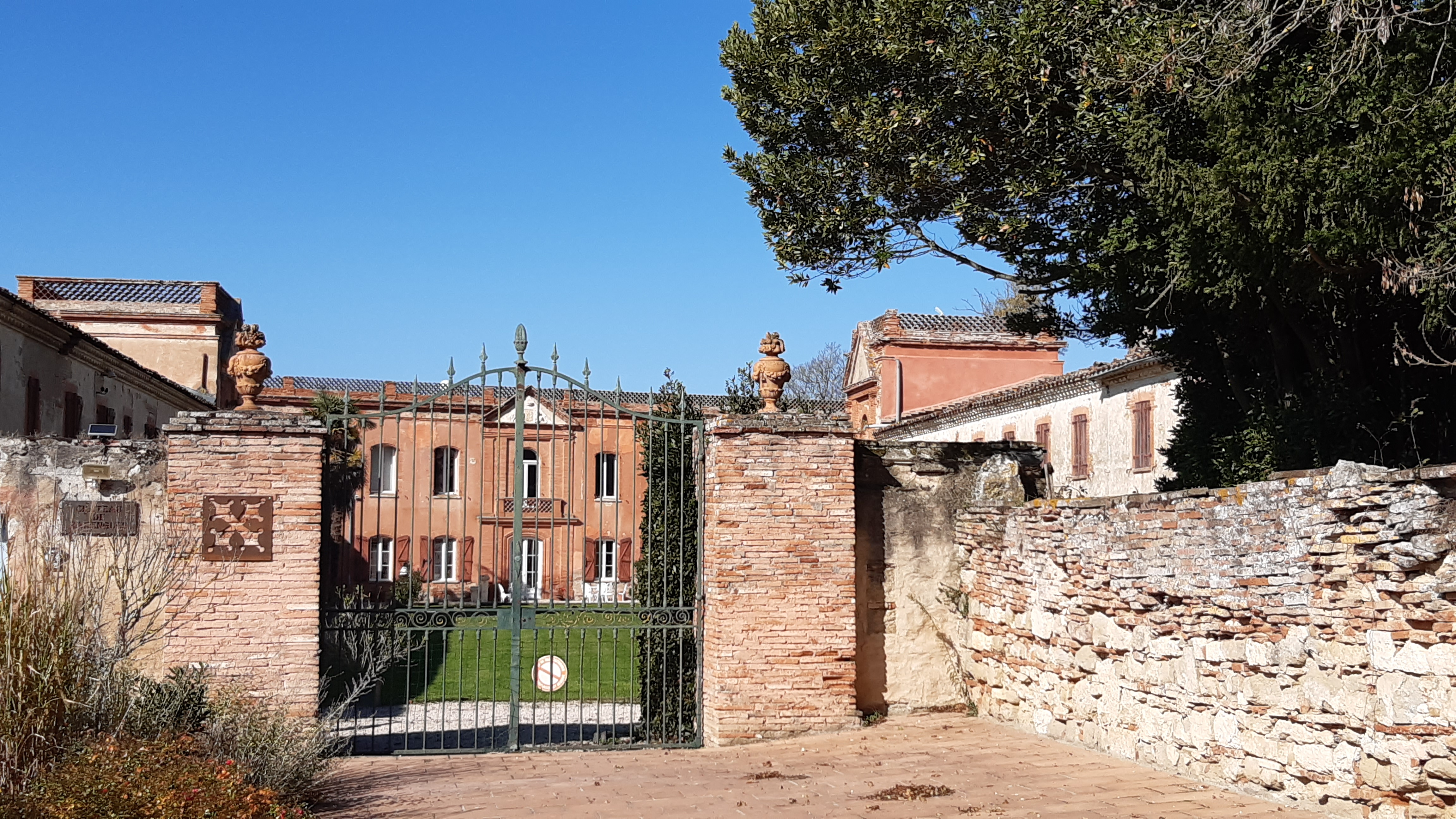
L’entrée du château de Razengues

- Église Notre-Dame-de-la-Nativité, aussi appelée Saint Blaise des voyageurs, entourée du cimetière : elle présente un clocher-mur de type rural 1772 typique du midi toulousain. Outre ses parures de vitraux, des statues et autres tableaux pieux, elle recèle une Vierge à l'Enfant en bois doré du début XIXe. Elle abrite également une plaque à la mémoire des Razenguois morts pour la France. La conservation des lieux relève de la municipalité pour les travaux de gros œuvre, et de l’Association Razenguoise Pour l’Eglise (ARPE). A noter, entre autres travaux importants : la restauration du toit en 2003, des vitraux en 2010, du chemin de croix en 2012, et la réfection des murs et enduits en cours depuis 2019.

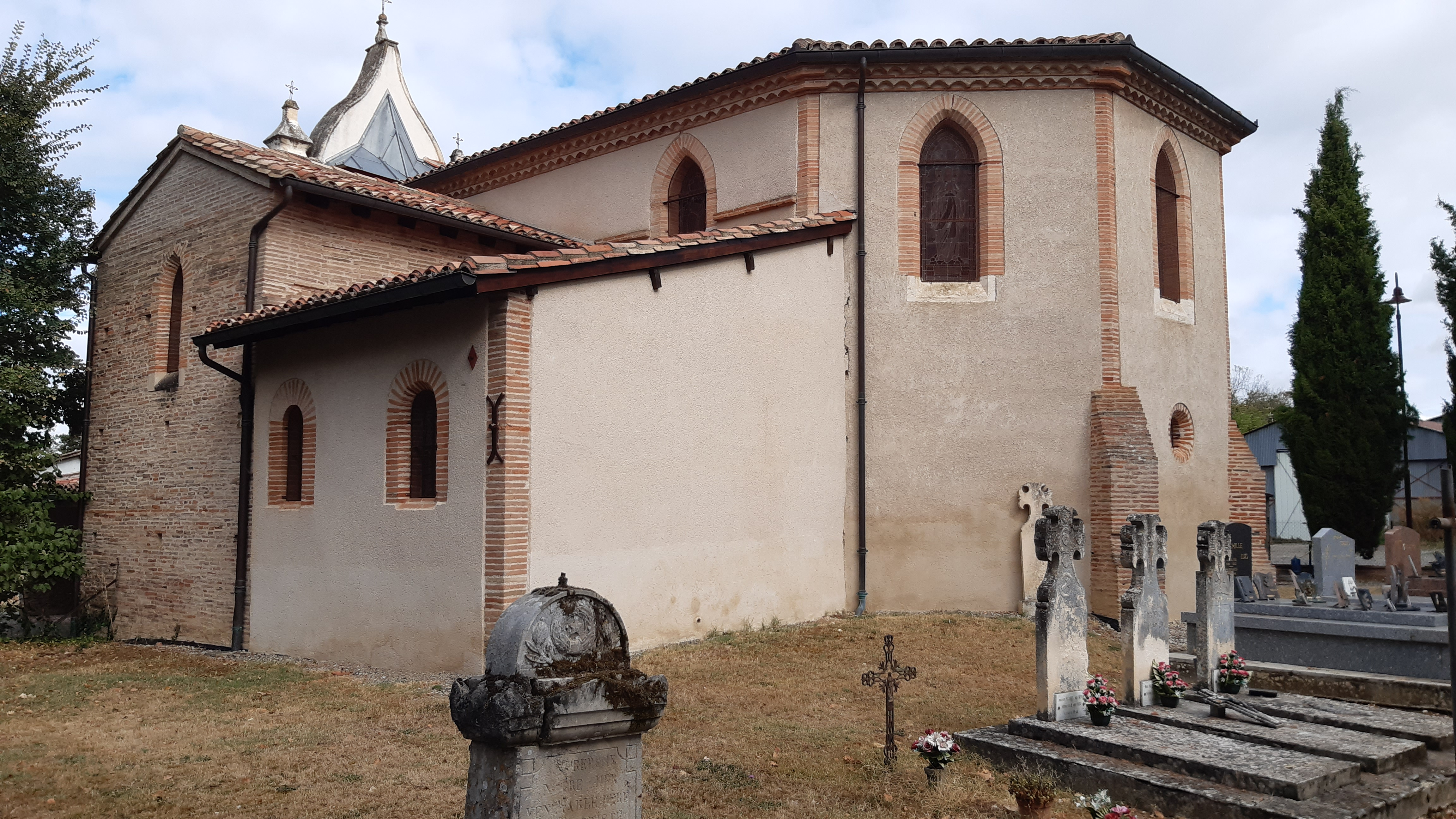
L’église Notre-Dame-de-la-Nativité.
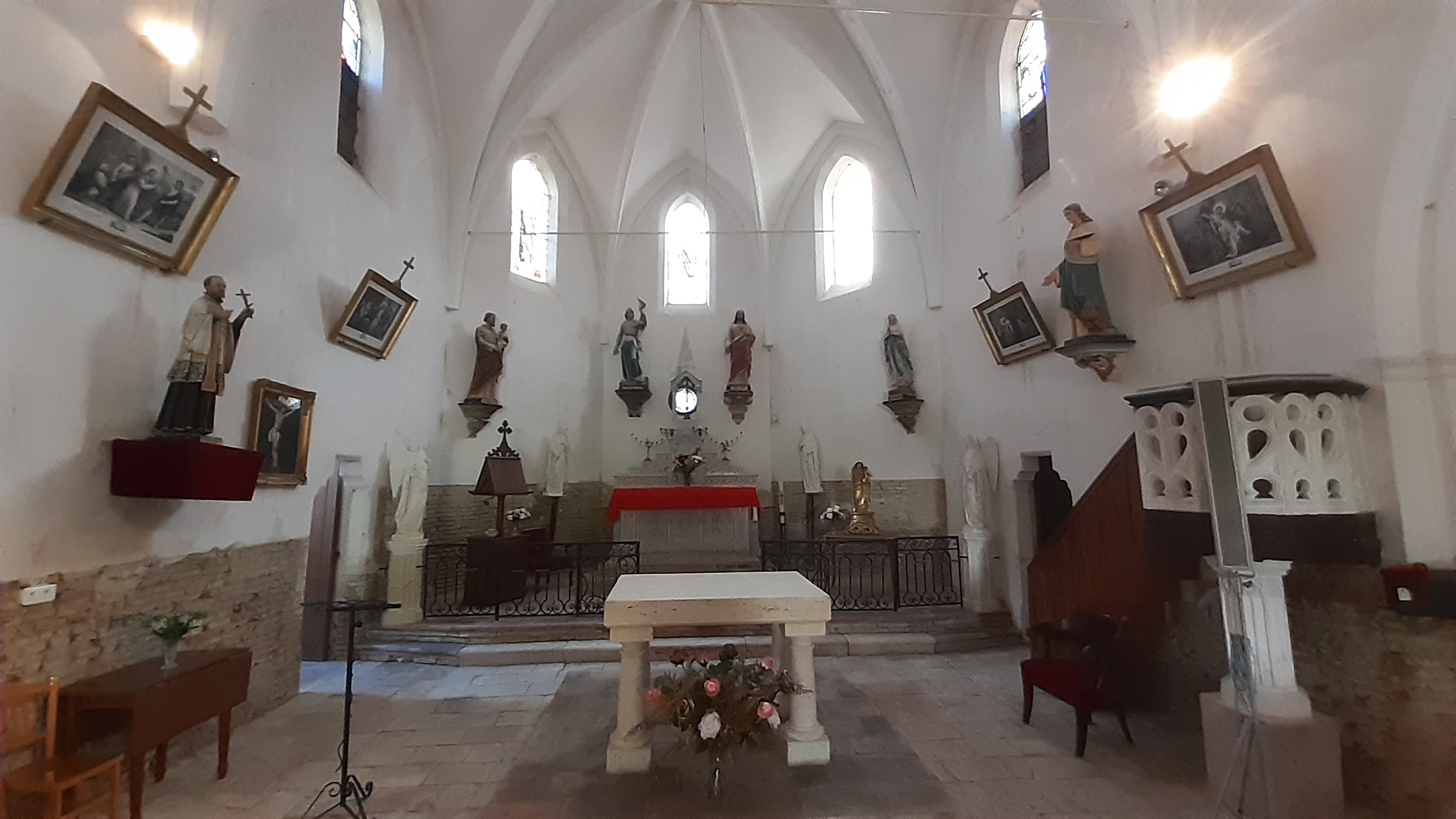
L’intérieur de l'église Notre-Dame-de-la-Nativité.
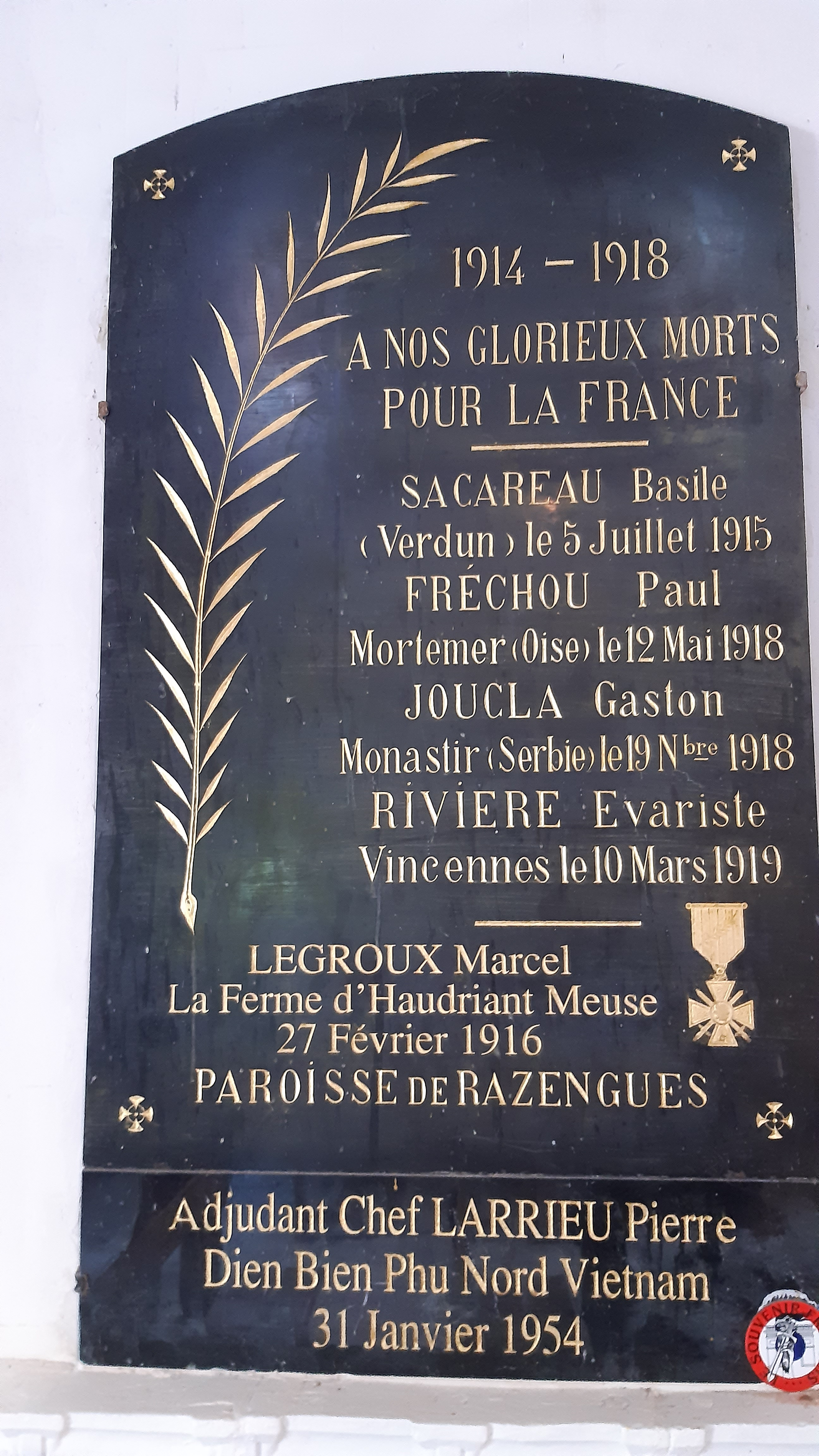
Plaque à la mémoire des Razenguois morts pour la France.

- Moulin à vent de Meau.

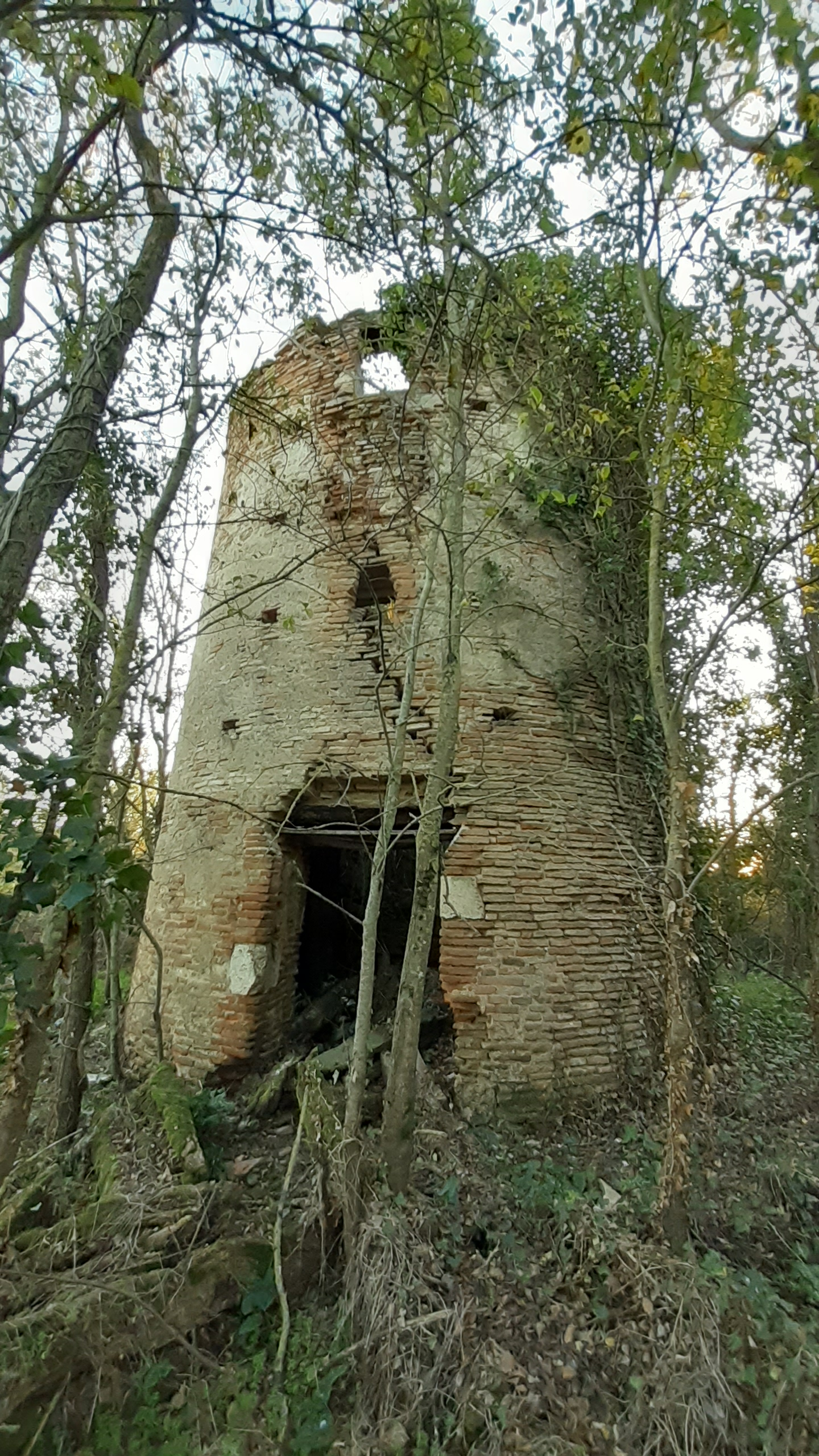
Le moulin à vent de Meau en décembre 2020.
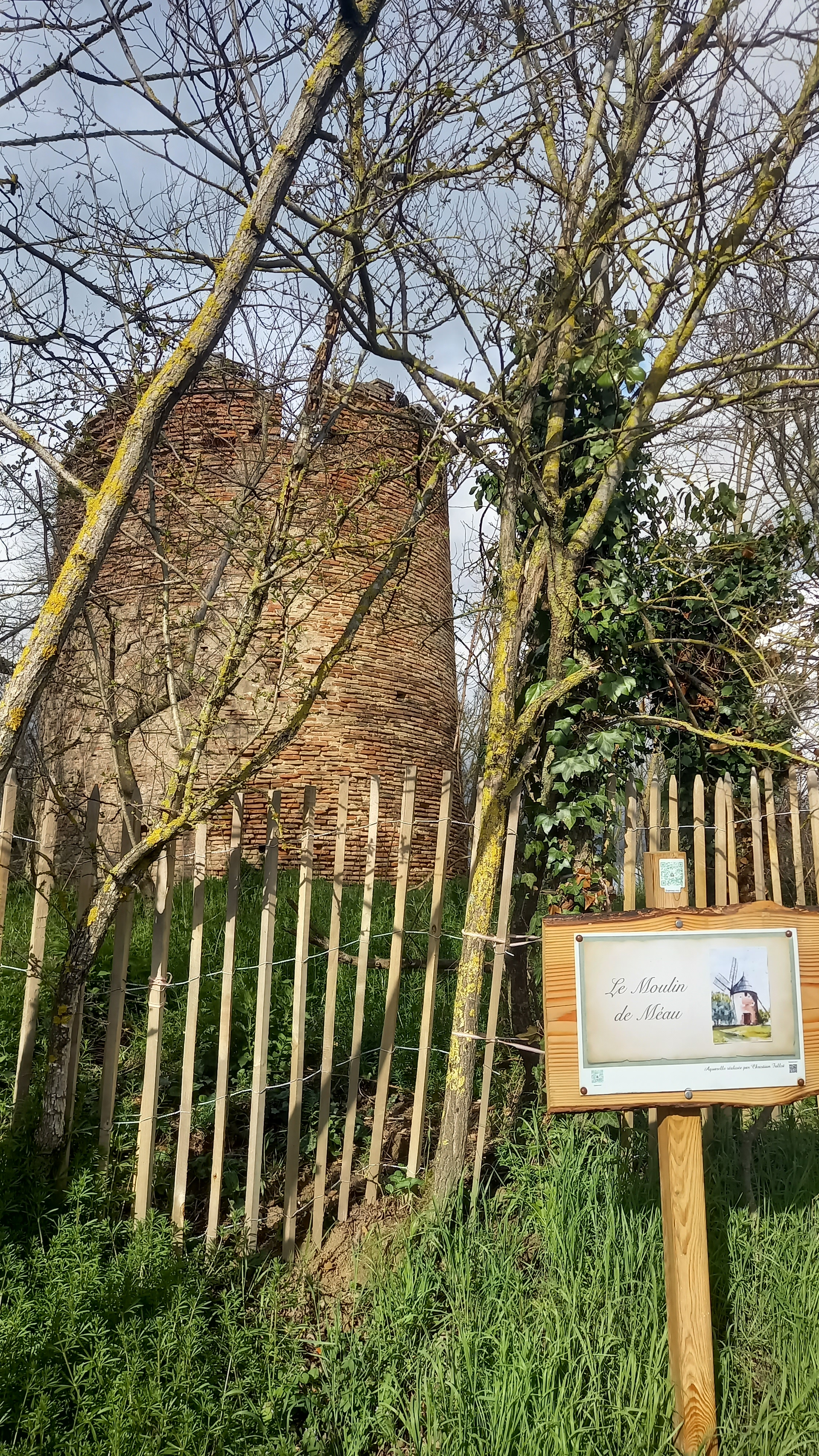
Moulin à vent de Meau avec le panneau permettant d'accéder à une vidéo de son histoire

### Personnalités liées à la commune
- François Joseph d'Albis baron de Razengues et de Catonvielle (1739-1820) : il servit comme officier durant la guerre de Sept Ans, entre 1756 et 1763, où il fut blessé par deux fois. Major au régiment de Beaujolais puis colonel du régiment de Tours et chevalier de St Louis, il fut nommé lieutenant des Maréchaux de France, charge qu'il exerça entre 1784 et 1790 à Toulouse. A Vendôme en 1791, il sauva un ecclésiastique de la vindicte populaire ce qui lui valut la reconnaissance du Duc de Chartres futur roi Louis Philippe. Ce fait de courage fut immortalisé par un tableau du peintre Horace Vernet ainsi dédicacé : "en souvenir d'une époque ou servant sous les ordres de son altesse royale, il participa avec elle au même honneur et même danger". Traduit durant la terreur devant le tribunal révolutionnaire, il fut délivré sous la pression de ses concitoyens razenguois. En 1798, durant l’insurrection royaliste de l’an VII, il combattit victorieusement l'armée républicaine près du château de Clermont Savès, proche de l'Isle Jourdain, puis fut défait par le Général Comte en Haute-Garonne[46].
- François Loupsans (1891-1966) : Forgeron installé au centre du village de Razengues, en bordure de l'actuel rond-point, François Loupsans a participé activement, entre 1942 et 1945, à l'évasion d’équipages de la Royal Air Force. Il apparait dans les archives de la Royal Air Force Escaping Society (RAFES) comme un facilitateur (helper) d'évasion, dans le cadre des filières d'évasion Sud-Ouest. À ce titre, il a recueilli, protégé et transporté des aviateurs fugitifs pour leur permettre de rejoindre Gibraltar, le Portugal ou l'Afrique du Nord en passant par les Pyrénées et l'Espagne. Le réseau auquel François Loupsans était affilié était dirigé depuis Toulouse par Françoise Dissard qui recevait du vice-consul britannique en Espagne des instructions, des moyens financiers, et des renseignements sur les filières à emprunter et les lieux où les fugitifs devaient être récupérés puis transportés[47].

### Héraldique
| Blason | Blasonnement : D'azur à la rose d'argent boutonnée d'or et barbée de sinople, au chef cousu de gueules chargé d'une croix cléchée, vidée et pommetée de douze pièces aussi d'or mouvant du trait du chef. |